# 함자 빈 라덴

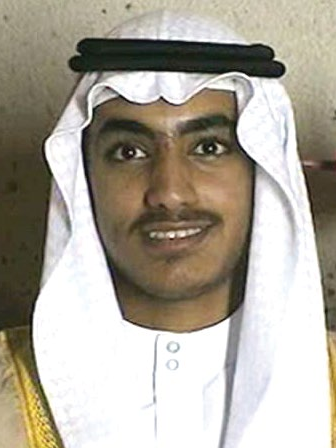
2005년의 빈 라덴

함자 빈 오사마 빈 모하메드 빈 아와드 빈 라덴(1989년 6월 9일 ~ 2019년 7월, 아랍어: حمزة بن أسامة بن محمد بن عوض بن لادن)은 사우디아라비아 태생의 알카에다 일원이었다. 그는 알카에다 지도자 오사마 빈 라덴의 아들로, 2011년 아버지가 사망한 후 조직 내에서 떠오르는 지도자로 추종되었다.

## 어린 시절과 가족
함자 빈 라덴은 1989년 사우디아라비아 제다에서 태어났다. 2001년 1월, 함자와 그의 아버지 그리고 다른 가족들은 아프가니스탄 남부 도시 칸다하르에서 열린 그의 형 모하메드 빈 라덴의 결혼식에 참석했다. 같은 해 11월 가즈니 지방에서 촬영된 영상에는 함자 빈 라덴과 그의 형제들이 미군 헬기 잔해를 처리하고 탈레반과 함께 일하는 모습이 담겨 있다.
2003년 3월, 함자 빈 라덴과 그의 형 사드 빈 라덴이 아프가니스탄 리바트에서 부상을 입고 체포되었다고 주장되었다. 이 주장은 결국 거짓으로 판명되었다. 그러나 함자 빈 라덴과 다른 알카에다 지도자들은 9/11 테러 이후 이란으로 피신했다.
빈 라덴은 17살 때 압둘라 아흐메드 압둘라의 딸과 결혼했다.
2018년 8월, 가디언지는 빈 라덴의 삼촌들의 말을 인용하여 그가 9.11 테러범 모하메드 아타의 딸과 결혼했다고 보도했다.. 그러나 함자의 동생 오마르 빈 라덴은 이 보도를 부인했다.

## 알카에다 활동
2005년 비디오에서 함자 빈 라덴은 아프가니스탄과 파키스탄 사이의 남부 와지리스탄 부족 지역에서 파키스탄 보안군에 대한 알카에다 공격에 참여하고 있다. 2007년 9월, 그는 알카에다와 함께 파키스탄/아프가니스탄 국경 지역을 포함하는 부족 벨트에 다시 있다고 보고되었다.
2008년 7월, 한 극단주의 이슬람 웹사이트에 게재된 빈 라덴의 시 번역본이 공개되었다. 빈 라덴은 시에서 "미국, 영국, 프랑스, 덴마크의 파괴를 가속화하라"고 썼다. 이에 대해 패트릭 머서 영국 하원의원은 함자 빈 라덴을 테러의 왕 세자라고 칭했다.
빈 라덴은 2007년 베나지르 부토 전 파키스탄 총리 암살 사건에 연루되었다. 그러나 전 알카에다 대변인 술라이만 아부 가이스의 심문에 따르면, 부토가 암살되었을 때 빈 라덴은 이란에서 가택 연금 상태였으며 2010년까지 석방되지 않았다.  2011년, 그와 다른 빈 라덴 가족들이 파키스탄에 억류된 이란 외교관과 교환하여 석방되었다..
2015년 8월 14일, 그는 처음으로 오디오 메시지를 공개했다. 그는 카불, 바그다드, 가자 지구의 추종자들에게 워싱턴, 런던, 파리, 텔아비브에서 성전을 벌일 것을 촉구했다.
2016년 5월 11일, 그는 팔레스타인과 시리아 내전 문제에 초점을 맞춘 오디오 메시지를 공개했다고 보도되었다. 그는 "축복받은 시리아 혁명"이 예루살렘을 "해방"할 가능성을 더 높였다고 말했다. 그는 "이슬람국가는 알샴(시리아)의 지하드에 초점을 맞추고 무자헤딘의 대열을 결속시켜야 한다"고 말했으며 "전 세계가 무슬림에 대항하여 동원된 지금, 분열과 분쟁을 주장하는 사람들에게는 더 이상 변명의 여지가 없다."말했다.
2016년 7월, 언론은 그가 아버지의 죽음에 대한 복수로 미국을 위협하는 오디오 메시지를 발표했다고 보도했다. 함자 빈 라덴은 "우리는 모두 오사마"라는 제목의 21분 짜리 연설에서 "팔레스타인, 아프가니스탄, 시리아, 이라크, 예멘, 소말리아, 그리고 당신의 억압에서 살아남지 못한 나머지 이슬람 국가들에 대한 당신의 억압에 대응하여 우리는 당신의 나라와 해외에서 당신을 계속 공격하고 목표로 삼을 것"이라고 말했다. "이슬람 국가가 셰이크 오사마에 대한 복수에 대해서는 알라가 그에게 자비를 베풀기를 바란다. 그것은 오사마에 대한 복수가 아니라 이슬람을 옹호한 사람들에 대한 복수이다." 2017년 5월, 함자 빈 라덴의 녹음이 알 사합에 의해 출판되어 서방 국가들에 대한 테러 공격을 장려했다.
그가 2017년 빌라드 알 샴의 안사르 알푸르칸에서 자마에게 충성을 맹세했다는 소문이다. 2017년 1월, 미국은 함자 빈 라덴을 특별지정 글로벌 테러범으로 분류했다. 이 지명은 그의 이동과 경제적 능력을 제한하는 것을 목적으로 한 블랙리스트에 사실상 올려놓았다.
2017년 5월, 그가 추종자들에게 유대인, 미국인, 서양인, 러시아인들에게 수단과 방법을 가리지 않고 고독한 늑대 공격을 감행할 것을 촉구하는 영상이 공개되었다.
2019년 2월 28일, 미국 국무부는 빈 라덴의 국가에서 신원이나 위치를 파악할 수 있는 정보에 대해 최대 100만 달러의 보상을 제안했다..
2019년 3월 1일 사우디아라비아 왕국은 2018년 11월에 서명한 국왕 칙령을 통해 빈 라덴의 시민권을 취소했다고 발표했다.

## 2011년 5월 습격
함자 빈 라덴은 아보타바드에 거주하던 오사마 빈 라덴의 세 부인 중 한 명인 사우디아라비아의 카이리아 사바르의 아들이었다.

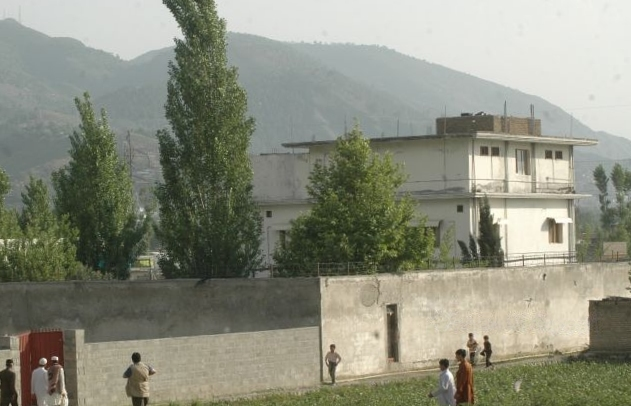
오사마 빈 라덴의 마지막 집, 아보타바드

아보타바드에 대한 공습 이후 파키스탄 정보당국은 오사마 빈 라덴의 부인들에 대한 심문을 통해 함자가 유일한 실종자임을 밝혀냈다. 그는 죽거나 다친 사람들 중에 없었다. SEAL 팀 이 수행한 습격은 철저했다. 적외선 기술과 지상군은 건물 내부의 아무도 탈출하지 못했다고 확신했다. 화합물에서 숨겨진 출구 터널이 없었다.
오사마 빈 라덴이 자신의 참모총장 아티야 압드 알 라흐만에게 보낸 이번 공습으로 압수된 편지에서 빈 라덴은 아들 함자가 종교학자로서 카타르에서 교육을 받아 "지하드 주변에서 제기된 잘못된 것과 의혹을 반박할 수 있기를 바란다"고 언급했다. 같은 편지에서 함자는 아보타바드에 있지도 않았기 때문에 습격을 피하지 못했다고 밝혔다. 2009년 함자의 형 사드 빈 라덴이 미국 드론 공격으로 사망한 이후 오사마가 아들을 후계자로 기른 것으로 보이는 편지도 확인됐다.

## 죽음
2019년 7월 31일, 뉴욕 타임스와 다른 뉴스 기관들은 익명의 미국 관리들의 말을 인용하여 빈 라덴이 2017년 1월 20일 시작된 트럼프 행정부의 첫 2년 동안 살해되었다고 보도했다.당시 정보기관들은 그의 사망을 확인할 수 없었고, 2019년 2월, 미 국무부는 빈 라덴의 행방에 대한 정보에 대해 100만 달러의 보상금을 발행했다. 2019년 9월 14일, 도널드 트럼프 미국 대통령은 빈 라덴이 아프가니스탄/파키스탄 지역에서 미국의 대테러 작전으로 사망했다고 확인했다. 다른 세부사항은 공개되지 않았다.
아프간 언론인 빌랄 사르와리는 빈 라덴이 아프가니스탄 가즈니 주 게루 지역에서 살해되었을 가능성이 높다고 말했다.
함자 빈 라덴의 미망인이자 알카에다의 이집트 고위 조직원인 압둘라 아흐메드 압둘라(아부 무함마드 알마스리)의 딸인 마리암은 2020년 8월 이란 테헤란에서 아버지와 함께 사망했다. 그러나 이것은 이란에 의해 부인되었다.

## 같이 보기
- 빈라덴가